# Národní muzeum (Nové Dillí)
Národní muzeum v Novém Dillí, také známé jako Národní muzeum Indie, je jedním z největších muzeí v Indii. Bylo založeno v roce 1949 a prezentuje výtvarné umění od předhistorické éry po moderní umělecká díla. Patří pod indické ministerstvo kultury. Muzeum se nachází na třídě Janpath. Návrh Národního muzea byl připraven Gwyerovým výborem zřízeným indickou vládou v roce 1946. Muzeum má kolem 200 000 uměleckých děl indického i zahraničního původu, která pokrývají více než 5000 let. 
V prvním patře budovy muzea je také Ústav národního muzea pro dějiny umění, ochranu památek a muzeologii, založený v roce 1983, který má od roku 1989 status univerzity a nabízí kurzy magisterského a doktorského studia dějin umění, ochrany památek a muzeologie.